# Antonio Llidó Mengual

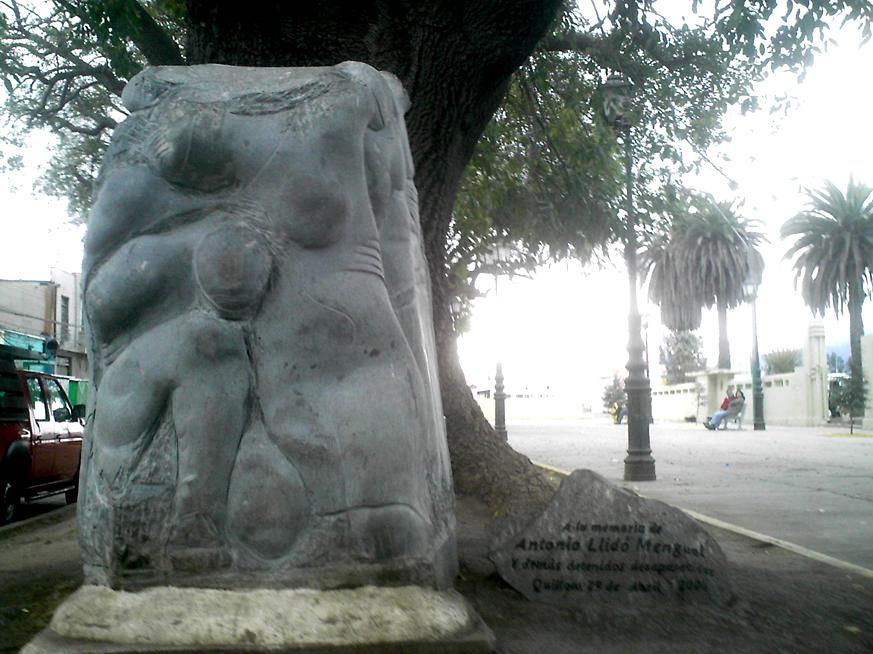
Monumento en memoria de Antonio Llidó Mengual, Plaza de los Ceibos, Quillota, Chile. Obra de Enrique Cogollos.

Antonio Llidó Mengual (Jávea, España; 29 de abril de 1936-centro de detención; Chile, 1974) fue un sacerdote español. Forma parte de los detenidos desaparecidos de la dictadura chilena.

## Vida en España
Antonio Llidó nace en Jávea, provincia de Alicante, España, en abril de 1936. Su padre fallece cuando él tenía 11 años. Realiza gracias a una beca sus estudios de bachillerato, y luego los de maestro, terminándolos en 1956. En 1957 ingresa en el Seminario de Moncada, y es ordenado sacerdote en 1963, notándose desde un comienzo su vocación social.
Su primera destinación como sacerdote son los pueblos de Balones y Quatretondeta, muy cercanos entre sí, y con una población en ese entonces de no más de setecientas personas entre ambos. Constata la poca vida espiritual, y nula vida intelectual de estos pueblos y determina mejorar esta situación. Comienza a inculcar a sus feligreses la necesidad de educarse, les habla sobre humanismo y sobre justicia y libertad, sin entrar en política, tema difícil debido al régimen de Franco.
Decidido a facilitar el acceso a la educación de los jóvenes, inicia en 1964 un curso de bachillerato en formato radiofónico, junto con los maestros de las escuelas de la zona, dictado al anochecer, para permitir a sus alumnos trabajar durante el día. La aprobación del primer curso fue casi completa. En los veranos además se impartían cursos y dictaban conferencias apoyados por estudiantes universitarios traídos de Valencia. Algunos de sus alumnos llegan incluso a la Universidad.
Estas actividades académicas las repite todos los años, hasta que en 1967 el Obispo de Valencia destina a Llidó al Hospital Militar de la Marina, lo que significa un gran golpe para Llidó, aunque se le permite nombrar su sucesor en las parroquias.
Su experiencia en la Marina no fue grata. Es encarcelado por "faltas" a la disciplina (confraternizar con la tropa), y fue licenciado luego de 10 meses, sin terminar su servicio completo.
Decide luego viajar como misionero a Sudamérica. Se embarca en julio de 1969 y escoge Chile como destino.

## Vida en Chile
Mientras vivió en Chile su compromiso social crece. Vive principalmente en la ciudad de Quillota. Logra mantenerse de manera autónoma gracias a que hace clases de francés y luego de castellano en varias escuelas de la ciudad.
Tiene una relación muy cercana con sus feligreses, quienes lo apoyan en sus problemas contra la autoridad eclesiástica. En los periodos previos al Golpe de Estado tiene acercamientos paulatinos con la izquierda más radical, pues se mantiene escéptico de la «vía chilena al socialismo». Como cuenta en las cartas a su familia, cree que inevitablemente se llegará a un conflicto armado.

### Llegada
Viaja a Chile en 1969 y llega a la ciudad de Quillota, en la diócesis de Valparaíso, a la capilla de Nuestra Señora de los Desamparados y de la Medalla Milagrosa. Encuentra un grado de miseria que no conocía en España, sobre todo en las zonas rurales y suburbanas. En una población callampa de 10 casas encuentra 115 niños. Movido por esto junto con un colega sacerdote realiza una protesta poco antes de Navidad por la construcción de un lujoso gimnasio en el Instituto Rafael Ariztía, colegio marista quillotano, pues se encuentra a escasos metros del gimnasio de otro colegio religioso, el de Nuestra Señora del Huerto. Esta protesta genera denuncias en su contra con el Obispo.
Se desempeña como profesor de francés, con lo que logra mantenerse autónomamente. Durante los veranos realiza campamentos para niños en Manzanar, sector rural al interior de Quillota. El "Cura Toño", como es llamado, gana rápidamente el cariño de sus feligreses.

### Gobierno de la Unidad Popular
Al momento de ser elegido Presidente de la República Salvador Allende, Antonio se une al entusiasmo que sienten los chilenos de los estratos socioeconómicos bajos, con quienes convive. La vida pública chilena tiene una riqueza que no conocía en España, con partidos políticos, debates, libertad de expresión, entre otros.
Se une al movimiento de Cristianos por el Socialismo. Participa en una reunión que congrega 80 sacerdotes para discutir el camino que debe seguir la iglesia en ese tiempo de cambios sociales.
En 1971 apoya la campaña a alcalde de Quillota del zapatero socialista y funcionario del INDAP Pablo Gac (también detenido desaparecido), que gana la elección. A mediados de ese año se une al Movimiento de Izquierda Revolucionaria (MIR), donde fue dirigente del comité local interior.
El 8 de julio de 1971 un terremoto afecta a la parte central de Chile, dañando gran parte de las viviendas. El 60% de las casas de Quillota, o son derribadas por el terremoto, o se las demuele por haber resultado inhabitables. Antonio se une a las tareas se abastecimiento.
Chile se ve rodeado por gobiernos militares derechistas luego del golpe de Estado de agosto de 1971 en Bolivia. Llidó encuentra la situación altamente preocupante, según cuenta en sus cartas a su familia, pues es pesimista respecto a la vía pacífica al socialismo que presenta la Unidad Popular.
En diciembre es invitado por la Embajada de Cuba, junto con otros sacerdotes que apoyan el socialismo a una reunión con Fidel Castro, que está en una visita de estado en Chile.

### Problemas con la autoridad eclesiástica
Recibe repetidamente por parte del obispo la orden de volver a España, pues considera inapropiados su actos políticos. Llidó se niega a volver, lo que es respondido con una prohibición a divinis de ejercer su ministerio.

### Clandestinidad
El día del golpe de Estado del 11 de septiembre de 1973 Llidó y algunos compañeros miristas se dirigen a la fábrica textil Rayón Said, en Quillota, a oponer resistencia a los militares que cercaban la industria. Pasa a la clandestinidad. En este periodo se mantiene en Santiago, y mantiene dentro de sus posibilidades contacto por carta con sus familiares, bajo varios seudónimos.

## Detención y desaparición
Fue detenido aproximadamente el 1 de octubre de 1974 por agentes de la DINA. Su arresto está relacionado con la detención de varios militantes miristas, entre ellos Ariel Salinas Argomedo, quien se encuentra también desaparecido. Fue encarcelado en un primer momento en el recinto de José Domingo Cañas, donde fue víctima de torturas repetidas. Según otros detenidos se mantiene de buen ánimo pese a su complicada condición de salud. Es trasladado a la prisión de Cuatro Álamos, donde continúan las sesiones de tortura. 
Se le pierde el rastro aproximadamente el 25 de octubre del mismo año, cuando fue sacado de la prisión clandestina sin destino conocido. Según el convencimiento de la comisión Rettig, Llidó fue entonces asesinado por agentes del Estado, y su cadáver fue hecho desaparecer. De los cinco religiosos ejecutados durante la dictadura militar, Antonio Llidó es detenido desaparecido, junto a Miguel Woodward Iribarri enterrado en una fosa común, sin identificar luego de fallecer por heridas debidas a la tortura en Valparaíso. Otros dos, Joan Alsina y Gerardo Poblete, son ejecutados políticos.

## Informe Rettig
La hermana de Antonio, Josefa Llidó presentó el caso ante la Comisión Rettig, Comisión de Verdad que tuvo la misión de calificar casos de detenidos desaparecidos y ejecutados durante la dictadura. Sobre el caso de Antonio Llidó, el Informe Rettig señaló que:

«En octubre de 1974, Antonio LLIDO MENGUAL, ex-sacerdote de nacionalidad española vinculado al MIR, fue visto por testigos en el recinto de José Domingo Cañas. Con posterioridad Antonio LLIDO, cuya fecha de detención se desconoce, fue trasladado a Cuatro Alamos, desde donde desaparece, en poder de la DINA. La Comisión está convencida de que su desaparición fue obra de agentes del Estado, quienes violaron así sus derechos humanos.»

## El camino de la justicia
El 23 de septiembre de 2008, el juez Jorge Zepeda dictó sentencia en primera instancia por el secuestro del sacerdote. Condenó a Manuel Contreras, jefe de la DINA en el momento del secuestro, y a Francisco Ferrer Lima, Fernando Lauriani Maturana y Orlando Manzo Durán, todos agentes de inteligencia del Estado, a siete años de cárcel, y ordenó que el Estado chileno cancelara una indemnización de 100 millones de pesos (unos 126.000 euros) por el daño moral a Josefa Llidó Megual, hermana del sacerdote, que fue representada por el abogado Héctor Salazar. La sentencia que fue ratificada por la Corte de Apelaciones de Santiago en octubre de 2009.
El proceso llegó a su fin con las condenas dictadas por la Segunda Sala de la Corte Suprema, el 31 de agosto de 2010. El máximo tribunal, en un fallo dividido, rebajó las condenas dicatadas en primera instancia, otorgándoles a los autores de este crimen el beneficio de la libertad vigilada. Se condenó al jefe de la DINA, Manuel Contreras a la pena de 5 años de presidio con beneficio de la libertad vigilada. La misma pena y el mismo beneficio para los exagentes Marcelo Moren Brito, Miguel Krassnoff y Basclay Zapata Reyes. Se absolvió a Maximiliano Ferrer Lima, Fernando Lauriani Maturana y Orlando Manzo Durán, todos por falta de participación. Además se rechazó la demanda de indemnización de perjuicios interpuesta en contra del Estado de Chile, tras acogerse la excepción de incompetencia absoluta del tribunal.

## Legado
Existen asociaciones creadas en memoria del sacerdote, en Chile y España. La Asociación Cultural Antonio Llidó de Quillota, además de realizar actividades en memoria del "cura Toño" mantiene un preuniversitario solidario, que da clases gratuitas a jóvenes de escasos recursos desde 2007. También gestionó la instalación de un monumento conmemorativo, inaugurado en el septuagésimo aniversario del nacimiento del sacerdote.
Una historia necesaria es una serie chilena estrenada el 11 de septiembre de 2017 en Canal 13 Cable. En 16 episodios se relata, en testimonios de familiares, amigos o testigos, 16 casos sobre detenidos desaparecidos y las violaciones de los derechos humanos a los que fueron sometidos durante la dictadura de Augusto Pinochet. En uno de los capítulos de la serie se relata la detención del sacerdote valenciano Antonio Llidó.

## Libros
- 2007: Antonio Llidó, un sacerdote revolucionario, Mario Amorós (PUV, Valencia, 2007, 360 págs.)
- 2016: Una huella imborrable. Antonio Llidó, el sacerdote detenido-desaparecido Mario Amorós (Pehuén, Santiago de Chile, 2016, 251 págs.).
- 2024: Antonio Llidó, un cura junto al pueblo. Cartas desde Chile (1969-1974), Mario Amorós editor, (Tiempo Robado editoras, 2024, 328 págs.)